# Koszykówka na Letniej Uniwersjadzie 1995
Koszykówka na Letniej Uniwersjadzie 1995 – zawody koszykarskie rozgrywane podczas Letniej Uniwersjady 1995 w Fukuoce. W programie znalazły się dwie konkurencje – turniej kobiet i mężczyzn.
Złoty medal w turnieju kobiet zdobyła reprezentacja Włoch, srebrny Stanów Zjednoczonych, a brązowy Japonii. W turnieju mężczyzn najlepsze okazały się, Stany Zjednoczone, które wyprzedziły Japonię. Trzecią pozycję zajęła Kanada

## Klasyfikacje medalowe

### Wyniki konkurencji
| Konkurencja:     | 1. miejsce | 2. miejsce | 3. miejsce |
| Turniej kobiet   | Włochy Angela Adamoli Marianna Balleggi Susanna Bonfiglio Marta Cattani Maria Cristina Correnti Samantha Gori Giovanna Granieri Francesca Martiradonna Elena Paparazzo Marta Rezoagli Cristina Rivellini Novella Schiesaro | Stany Zjednoczone Sylvia Crawley Latina Davis La'Keshia Frett Cornelia Gayden Melody Howard Merlakia Jones Michelle Marciniak Stacey Reed Charlotte Smith Katie Smith Tina Thompson Kara Wolters | Japonia Risato Haruta Yuko Kubota Misako Matsuno Miho Misawa Naemi Nakatani Kaori Ohama Yumi Saito Miyuki Sato Shoko Suzuki Akiko Takai Seiko Ueda Takako Watanabe                        |
| Turniej mężczyzn | Stany Zjednoczone Ray Allen Chucky Atkins Austin Croshere Tim Duncan Brian Evans Jerod Haase Othella Harrington Allen Iverson Kerry Kittles Jason Lawson Charles O'Bannon Lorenzen Wright                                  | Japonia Makoto Akaho Yoshihiko Amano Satoru Furuta Atsushi Haga Makoto Hasegawa Takuya Kita Makoto Minamiyama Kenichi Sako Satoshi Sekiguchi Michael Takahashi Hiroyuki Tominaga Masanori Waki   | Kanada Frederic Arsenault Rowan Barrett Richard Bohne Greg Francis Brendan Graves Peter Guarasci Matt Hildebrand Todd MacCulloch David Picton Shawn Swords Peter Van Elswyk Keith Vassell |

### Klasyfikacja medalowa państw
| Nr | Państwo           |   |   |   | Ogółem |
| -- | ----------------- | - | - | - | ------ |
| 1. | Stany Zjednoczone | 1 | 1 | 0 | 2      |
| 2. | Włochy            | 1 | 0 | 0 | 1      |
| 3. | Japonia           | 0 | 1 | 1 | 2      |
| 4. | Kanada            | 0 | 0 | 1 | 1      |